# Lucas Antúnez
Lucas Antúnez Sacristán (Madrid, Comunidad de Madrid, 14 de junio de 1995) es un baloncestista español. Con una altura 1.91 m, juega en la posición de base, pudiendo hacerlo también como escolta en el Fibwi Palma de la Liga LEB Plata. Es hijo del exbaloncestista José Miguel Antúnez.

## Trayectoria deportiva
Formado en las categorías inferiores del CB Estudiantes antes de viajar a EE. UU. y enrolarse en la Findlay Prep de Nevada y en el FutureCollegePrep de Los Ángeles donde compatibilizó estudios y baloncesto.
Más adelante, Lucas se curtió durante dos años en la NJCAA, donde dejó buenos destellos de su calidad como jugador en North Idaho College de 2014 a 2016.
En la temporada 2016-2017 jugó en la NCAA con los Toledo Rockets y en la temporada 2017-18 formó parte de Northeastern State RiverHawks, en la que logró promediar 8.4 puntos y 2.7 rebotes en la temporada 2017-18. 
Tras no ser drafteado en 2018, regresó a España para dar el salto al baloncesto profesional en España de la mano del CB Tormes de Liga LEB Plata, donde logró 9.4 puntos por partido en 15 encuentros.
En septiembre de 2019, se hace oficial su llegada al Chocolates Trapa Palencia de la Liga LEB Oro.
En verano de 2020, firma por el Basket Navarra Club de la Liga LEB Plata.
El 2 de agosto de 2021, firma por el Club Bàsquet Sant Antoni de la Liga LEB Plata.
El 29 de agosto de 2022, firma por el Club Melilla Baloncesto de la Liga LEB Oro, para disputar la temporada 2022-23. El 3 de octubre de 2022, deja de ser jugador del Club Melilla Baloncesto.
El 28 de noviembre de 2022, se incorpora con un contrato temporal a las filas de Fibwi Palma de la Liga LEB Plata.